# Reșița
Reșița (en alemán: Reschitz; en húngaro: Resicabánya; en croata: Rešica; en checo: Rešice) es una ciudad con estatus de municipiu al oeste de Rumania y la capital del condado de Caraș-Severin, en la región de Banato. En 2006 su población era de 86 383 habitantes.
Reșița ha sido considerada durante mucho tiempo el segundo centro industrial más grande de Rumania. Después de la revolución de 1989, la ciudad perdió buena parte de su importancia.  Su economía se encontraba en retroceso, junto con toda la economía rumana, pero comenzó a recuperarse al aumentar la inversión. La población también decreció, cayendo de 110 000 habitantes en 1989 a 86 000 en 2006. 
Es un importante centro de fabricación de acero y de vehículos. Alberga altos hornos, fundiciones de hierro, plantas productoras de artefactos eléctricos, productos químicos y maquinaria. Está ubicada a una altitud sobre el nivel del mar de unos 225 m.